# Вовковиївська сільська рада
Вовкови́ївська сільська́ ра́да — орган місцевого самоврядування в Демидівському районі Рівненської області. Адміністративний центр — село Вовковиї.

## Загальні відомості
- Територія ради: 3,398 км²
- Населення ради: 1194 осіб (станом на 2018 рік)[джерело?]

## Історія
22 січня 2010 року Рівненська обласна рада у Демидівському районі уточнила назву Вовковийської сільради на Вовковиївську.

## Населені пункти
Сільській раді підпорядковані населені пункти:
| № | Назва    | Тип  | Рік заснування | Площа км² | Населення (2001), ос. |
| - | -------- | ---- | -------------- | --------- | --------------------- |
| 1 | Вовковиї | село | 1563           | 48,413    | 1141                  |

## Склад ради
Рада складається з 16 депутатів та голови.
- Голова ради: Бондарчук В'ячеслав Володимирович

### Депутати
За результатами місцевих виборів 2010 року депутатами VI скликання стали:
- Кількість депутатських мандатів у раді: 16
- Кількість депутатських мандатів, отриманих кандидатами у депутати за результатами виборів: 15
- Кількість депутатських мандатів у раді, що залишаються вакантними: 1

В ОВО № 6 на 17.05.2015 призначені повторні вибори.

#### За суб'єктами висування
| Суб'єкт висування                                       | Кількість обраних депутатів | %    |
| ------------------------------------------------------- | --------------------------- | ---- |
| Політична партія Всеукраїнське об'єднання «Батьківщина» | 7                           | 46,7 |
| Партія регіонів                                         | 4                           | 26,7 |
| Народна партія                                          | 3                           | 20   |
| Політична партія «Сильна Україна»                       | 1                           | 6,7  |

#### За округами
| № округу                                                | Прізвище, ім'я, по батькові     | Дата визнання обраним | Освіта                    | Партійна приналежність                        | Відомості про обраного депутата                         |
| ------------------------------------------------------- | ------------------------------- | --------------------- | ------------------------- | --------------------------------------------- | ------------------------------------------------------- |
| Народна Партія                                          |                                 |                       |                           |                                               |                                                         |
| 1                                                       | Пограничний Микола Євстафійович | 01.11.2010            | Освіта вища               | член Народної партії                          | Вовковиї ветеритнарна дільниця, ветлікар                |
| 5                                                       | Шимчишин Володимир Михайлович   | 01.11.2010            | Освіта вища               | член Народної партії                          | Вовковиї лісництво, лісник                              |
| 13                                                      | Рослюк Антоніна Михайлівна      | 01.11.2010            | Освіта середня спеціальна | член Народної партії                          | Демидівка ВЗТП, продавець                               |
| Партія регіонів                                         |                                 |                       |                           |                                               |                                                         |
| 11                                                      | Фінюк Юрій Іванович             | 01.11.2010            | Освіта вища               | член Партії регіонів                          | Вовковиївська загальноосвітня школа I—III ст., вчитель  |
| 12                                                      | Шеремета Світлана Петрівна      | 01.11.2010            | Освіта вища               | член Партії регіонів                          | Вовковиї сільська рада, землевпорядник                  |
| 14                                                      | Пилипок Олена Володимирівна     | 01.11.2010            | Освіта середня            | член Партії регіонів                          | тимчасово не працює                                     |
| 16                                                      | Мисько Ніна Федорівна           | 01.11.2010            | Освіта середня спеціальна | член Партії регіонів                          | тимчасово не працює                                     |
| Політична партія Всеукраїнське об'єднання «Батьківщина» |                                 |                       |                           |                                               |                                                         |
| 2                                                       | Ціхановська Галина Петрівна     | 01.11.2010            | Освіта середня спеціальна | член Всеукраїнського об'єднання «Батьківщина» | Вовковиївська загальноосвітня школа I—III ст., завгосп  |
| 3                                                       | Гайдамака Марія Володимирівна   | 01.11.2010            | Освіта вища               | член Всеукраїнського об'єднання «Батьківщина» | Вовковиївська сільська рада, головний бухгалтер         |
| 4                                                       | Дейнека Тетяна Олександрівна    | 01.11.2010            | Освіта вища               | член Всеукраїнського об'єднання «Батьківщина» | Вовковиївська сільська рада, будинок культури, директор |
| 8                                                       | Кравчук Тетяна Григорівна       | 01.11.2010            | Освіта вища               | член Всеукраїнського об'єднання «Батьківщина» | приватний підприємець                                   |
| 9                                                       | Кійко Микола Іванович           | 01.11.2010            | Освіта середня спеціальна | член Всеукраїнського об'єднання «Батьківщина» | ВАТ «Дакор», робітник                                   |
| 10                                                      | Лисюк Руслан Степанович         | 01.11.2010            | Освіта середня спеціальна | член Всеукраїнського об'єднання «Батьківщина» | тимчасово не працює                                     |
| 15                                                      | Дудяк Олена Миколаївна          | 01.11.2010            | Освіта вища               | член Всеукраїнського об'єднання «Батьківщина» | тимчасово не працює                                     |
| Політична партія «Сильна Україна»                       |                                 |                       |                           |                                               |                                                         |
| 7                                                       | Дудяк Тетяна Миколаївна         | 01.11.2010            | Освіта середня            | член Політичної партії «Сильна Україна»       | тимчасово не працює                                     |

## Населення
За переписом населення України 2001 року в сільській раді мешкало 1375 осіб.

### Мова
Розподіл населення за рідною мовою за даними перепису 2001 року:
| Мова       | Відсоток |
| ---------- | -------- |
| українська | 99,35 %  |
| російська  | 0,58 %   |